# برآمدگی آهیانه
برآمدگی آهیانه (تپه آهیانه، برجستگی آهیانه) یک برآمدگی محدب و صاف است که روی سطح بیرونی استخوان آهیانه در جمجمه قرار دارد. این محل نقطه شروع استخوان‌سازی درون‌غشایی استخوان آهیانه در طی رشد جنینی است. این برآمدگی معمولاً در مردان کمی برجسته‌تر از زنان است، بنابراین ممکن است برای کمک به شناسایی جنسیت جمجمه استفاده شود.

## نگاره‌ها

برآمدگی آهیانه با رنگ قرمز نشان داده شده‌است
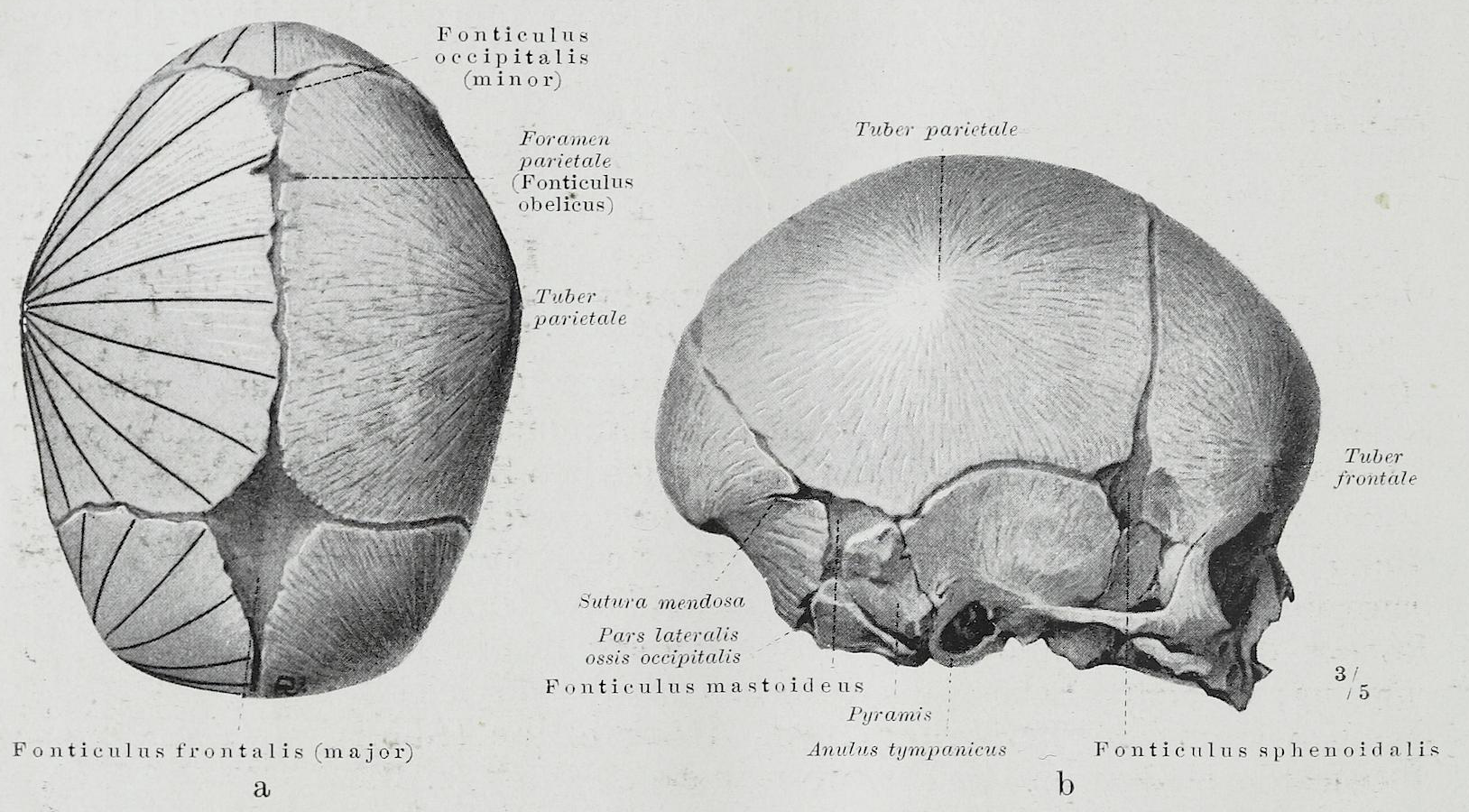
جمجمه که برآمدگی آهیانه را به صورت تپه‌مانند نشان می‌دهد